# فاطمة سالم
فاطمة سالم (21 يوليو 1980 -)، ممثلة كويتية.

## عن حياتها
بدأت العمل الفني في عام 1998 في مسلسل سابع جار، توقفت عن العمل الفني في عام 2002 وذلك بعد زواجها من الممثل سليمان المفيدي عادت مجدداً خلال مسلسل الرهينة في عام 2009.

## أعمالها الفنية

### في التلفزيون
- سابع جار.
- حكايات كويتية.
- دروب الشك.
- الخطر معهم.
- بيت بلا أبواب.
- الاختيار.
- صالح وطالح.
- بيوت من ثلج.
- من يقتل الأحلام.
- وكان وهما - سهرة تلفزيونية.
- نور عيني.
- الإعتذار.
- إخوان مريم.
- أيام الفرج.
- الرهينة.
- نور في سماء صافية.
- بوكريم برقبته سبع حريم.
- خريف العمر.

### من المسرحيات
- ادلعى يا دوسة.
- عيلة 10 نجوم.
- الارهابي.

### من الأفلام
- واحد كابتشينو.

## روابط خارجية
- فاطمة سالم على موقع قاعدة بيانات الأفلام العربية